# Funbo församling
Funbo församling var en församling i Uppsala stift och i Uppsala kommun i Uppsala län. Församlingen uppgick 2010 i Danmark-Funbo församling.

## Administrativ historik
Församlingen har medeltida ursprung. Före 5 februari 1932 var namnet Fundbo församling.
Församlingen utgjorde till 1 maj 1923 ett eget pastorat för att därefter till 1962 vara annexförsamling i pastoratet Lagga, Östuna och Fun(d)bo. Från 1962 till 2010 var den annexförsamling i pastoratet Danmark och Funbo. Församlingen uppgick 2010 i Danmark-Funbo församling.

## Areal
Funbo församling omfattade den 1 november 1975 (enligt indelningen 1 januari 1976) en areal av 62,1 kvadratkilometer, varav 59,0 kvadratkilometer land.

## Kyrkoherdar
| Ämbetstid | Namn                              | Levnadstid | Övrigt                                    |
| --------- | --------------------------------- | ---------- | ----------------------------------------- |
|           | Petrus Caroli                     |            |                                           |
| 1294–1310 | Styrgerus                         |            |                                           |
| 1354      | Jarlerus                          |            |                                           |
| 1470      | Erarus Olai                       |            |                                           |
| 1485      | Paul                              |            |                                           |
| 1516      | Andreas                           |            |                                           |
| 1522      | Gustavus Erici                    |            |                                           |
|           | Canutus                           |            |                                           |
| 1556      | Jöns                              |            |                                           |
| 1565–1577 | Petrus Siguardi Galle             |            |                                           |
| 1586      | Christopher Laurentii Gevaliensis |            |                                           |
| 1592      | Johannes                          |            |                                           |
| 1593–1595 | Petrus Kenicius                   | 1555–1636  | Senare ärkebiskop i Uppsala stift.        |
| 1603–     | Joannes Martini                   |            |                                           |
| 1606–1642 | Azarias Johannis                  | –1642      |                                           |
| 1644–1672 | Johan Stillerus                   | –1672      | Kontraktsprost.                           |
| 1674–1679 | Jonas Fornelius                   | 1635–1679  |                                           |
| 1680–1705 | Iwar Magni Leufstadius            | –1705      |                                           |
| 1706–1736 | Olof Jonathan Galle               | –1736      |                                           |
| 1737–1757 | Nils Collin                       |            | Senare kyrkoherde i Våla.                 |
| 1757–1764 | Nils Wallerius                    | 1706–1764  |                                           |
| 1765–1800 | Pehr Larsson Arrhenius            | 1728–1800  | Kontraktsprost och riksdagsman.           |
| 1801–1818 | Anders Hedman                     |            | Senare kyrkoherde i Ovansjö församling.   |
| 1813–1816 | Pehr Björkman Petersson           | 1757–1816  |                                           |
| 1817–1831 | Johan Theodor Norling             | 1758–1831  |                                           |
| 1831–1839 | Johan Dillner                     | 1785–1862  | Senare kyrkoherde i Östervåla församling. |
| 1840–1876 | Gustaf Sandahl                    | 1793–1876  |                                           |
| 1879–     | Lars Johan Östman                 | 1825–      |                                           |

## Kyrkor
- Funbo kyrka